# HD31848
HD31848 — хімічно пекулярна зоря спектрального класу A2, що має видиму зоряну величину в смузі V приблизно  7,5.
Вона  розташована на відстані близько 484,6 світлових років від Сонця.